# Timóteo
Timóteo, amtlich portugiesisch Município de Timóteo, ist eine Stadt in Minas Gerais, Brasilien.
Es lag von 1989 bis 2017 in der Mikroregion Vale do Aço und Mesoregion Vale do Rio Doce und grenzt an die Gemeinden Antônio Dias, Ipatinga, Coronel Fabriciano, Caratinga, Bom Jesus do Galho, Jaguaraçu und Marliéria.

## Geschichte
Erstmals wurde der Ort 1832 als kleine Ortschaft namens Ribeirão de Timóteo erwähnt. 1922 wurde er als São José do Grama ein selbstständiger Ort (Vila) im Munizip von Coronel Fabriciano. 1964 wurde es Sitz eines eigenen Munizips und erhielt seine heutige Bezeichnung.

## Söhne und Töchter der Stadt
- José Célio de Alvarenga (* 1960), kommunistischer Politiker
- Sérgio Araújo de Melo (* 1963), Fußballspieler
- Val Martins (* 1966), Musiker
- Lucimar Aparecida de Moura (* 1974), olympische Leichtathletin
- Evando (* 1977), Fußballspieler
- Vitor Roque (* 2005), Fußballspieler